# Ultimate Capitán América
Ultimate Capitán América es un personaje ficticio, un superhéroe que aparece en los cómics publicados por Marvel Comics.El personaje es una versión moderna del super héroe Capitán América publicado por el sello Ultimate Marvel.El personaje apareció por primera vez en The Ultimates #1 (marzo de 2002), y fue creado por Mark Millar y Bryan Hitch basado en la versión original de Joe Simon y Jack Kirby.

## Biografía ficticia
Steve Rogers creció en Brooklyn durante la Gran Depresión, un niño escuálido y débil protegido de los matones por su mejor amigo Bucky Barnes. Horrorizado por las noticias de los nazis en Europa, Rogers se inspiró para enlistarse en el ejército. Aunque fue rechazado debido a su apariencia. No tuvo más opción que trabajar en fábricas, aunque intento enlistarse varias veces más. Pero las suerte cambio durante otra visita al Centro de Reclutamiento Militar cuando el Sargento Dugan lo reclutó para el proyecto renacimiento después de escuchar a Rogers. Tuvo que someterse voluntariamente a cirugías, tratamiento con esteroides y otros tratamientos experimentales supervisado por el Doctor Erskine, Rogers se convirtió en el primer súper soldado. Durante el tratamiento final, Rogers vio a un soldado sospechoso centrándose en el lugar de la guardia. El hombre se reveló como un espía nazi enviado para asesinar a Rogers y sabotear el proyecto, Rogers lo detuvo, pero no antes de que el nazi asesinará al Doctor Erskine y algunos soldados estadounidenses. Después de eso Rogers se unió al ejército, no sin antes despedirse de su novia Gail Richards para convertirse en el Capitán América.
Para los próximos tres años, se sometió a numerosas operaciones encubiertas, a menudo acompañado por Bucky y a veces junto a "Lucky Jim" Howlett. Durante una misión el Capitán América fue capaz de infiltrarse en las instalaciones de Arnim Zola y matar a su primer monstruo experimental. El cadáver del experimento cayó sobre Zola, aparentemente matándolo. Durante uno de sus pocas horas libres, se reunió con Gail y pasaron la noche juntos. Más tarde entraría en batalla contra Herr Kleiser, quién presentó un prototipo de bomba atómica que fue hecha con tecnología alienígena, y sería lanzada en la Casa Blanca. El Capitán América se dio cuenta de que era demasiado tarde para detener la bomba, pero el Capitán logró subirse al cohete en el que iba la bomba y en un intento exitoso para detenerlo en el aire, cayó en el mar y fue dado por muerto.

### The Ultimates
Décadas después el Capitán América fue encontrado en el océano artíco congelado. Estaba como sí no hubiera envejecido ni un día. Aún no se ha revelado si fue debido a la preservación criógenica o el suero de súper soldado que le impidió envejecer. Inicialmente cree que S.H.I.E.L.D. era un grupo de soldados nazis que lo habían capturado, pero después se dio cuenta de que estaba en un mundo diferente después de ver una Ciudad de Nueva York moderna. También descubre que su mejor amigo Bucky está ahora casado con su antigua novia y que todos sus seres queridos están muertos. Después de ponerse al día con su nueva era, el Capitán América se instaló con los Ultimates, un nuevo grupo de superhéroes mantenidos por S.H.I.E.L.D. Luego los Ultimates tienen que enfrentarse a Hulk, Rogers pudo mantener a raya al grandote brevemente durante el combate. Cuando estaba a punto de inyectar a Hulk con un antídoto, Hulk hizo un ataque sorpresa y se rompió la aguja y Hulk luego comenzó a golpear al Capitán, hasta que llegó Thor al rescate. Luego Hulk se revirtió a Banner y el Capitán lo noqueo y lo llevó al Triskelion. Después de que los esposos, Hank y Janet tuvieran una discusión, Hank había dejado a Janet hospitalizada y casi muerta, Rogers siguió a Hank, ahora fugitivo y empezó a combatir con él, saliendo victorioso. Después él le da regalos y flores a Janet, pero a ella no le gustó. Rogers pronto descubriría que su nemesis, Herr Kleiser había sobrevivido después de la II Guerra Mundial y que siempre fue un soldado alienígena. Esto era la razón por la que siempre sobrevivía ya que el Capitán afirmó que el mató a kleiser "dos veces". Cuando Kleiser resurgió, el y el Capitán reanudaron su rivalidad de 60 años atrás. Durante la invasión Chitauri, Rogers luchó contra Kleiser, pero fue incapaz de derrotarlo debido a sus capacidades regenerativas. Cuando Hulk se unió a la batalla, Rogers convence a Hulk de que Kleiser le "hará daño a Betty" causando que Hulk mutile y se coma a Kleiser terminando con el de una vez por todas. Después de la exitosa batalla contra los Chitauri, Rogers empezó a salir con Janet y la relación luego empezó a tener problemas (la personalidad de los cuarenta de Rogers, creó una brecha generacional entre el y la avispa, lo que la hizo en secreto empezar a ver a su exesposo).

### Ultimate War
Durante los acontecimientos de Ultimate War, los Ultimates pelean contra los X-Men después de que Magneto fuera encontrado con vida y los miembros de la hermandad de mutantes bombardearan el puente de Blooklyn, S.H.I.E.L.D. creé que los X-Men tienen a la hermandad. El Capitán jura que va matar a Magneto. Más tarde los X-Men se ven como sí se unieran a Magneto. Los Ultimates con ayuda de números agentes de S.H.I.E.L.D. intentan capturar a los X-Men aunque todos escapan menos el profesor Xavier, quién queda en custodia de S.H.I.E.L.D.

### Ultimate Six
Durante Ultimate Six, el Capitán América conduce a los Ultimates a detener a Electro y a Kraven el cazador. Luego los dos junto con el Hombre de Arena, el Doctor Octopus y el Duende Verde escapan de S.H.I.E.L.D. El Capitán se siente indignado cuando se entera de que estos villanos eran todos uni resultado de tratar de duplicar el suero de súper soldado. Durante un ataque a la Casa Blanca, el Capitán América luchó contra Spider-Man con ninguno pudiendo vencer al otro. El Capitán le dijo a Spider-Man que su tía estaba a salvo con S.H.I.E.L.D. El Capitán América luego luchó contra el Duende verde. Los Ultimates y Spider-Man derrotan a los villanos y vuelven a estar en custodia de S.H.I.E.L.D.
- Datos: Q4003148